# Vicente Gómez Iglesias
Vicente Gómez Iglesias (Torre de Capdella, Lérida, 1946) es un exmilitar español, excapitán de la Guardia Civil, condenado por su participación en el golpe de Estado del 23-F en 1981 por un delito de adhesión a la rebelión a seis años de prisión.

## Biografía
Al tiempo del golpe de Estado de 1981 estaba destinado en la Unidad Operativa de Misiones Especiales del Centro Superior de Información de la Defensa (CESID). Fue acusado de mediar entre mandos del CESID y el teniente coronel Antonio Tejero dos días antes del golpe de Estado para obtener vehículos y material del CESID. Detenido en junio de 1981, el Consejo Supremo de Justicia Militar le condenó a tres años de prisión por un delito de auxilio a la rebelión, pero el Tribunal Supremo modificó la calificación jurídica del delito, de auxilio a adhesión a la rebelión, aumentando la pena a seis años de prisión y separación del servicio. Fue indultado en diciembre de 1984 tras una declaración expresa de acatamiento a la Constitución y las leyes, siendo el primer condenado por el golpe de Estado de 1981 en obtener dicho beneficio. 